# Macaca brunnescens
Macaca brunnescens — вид приматів з родини мавпових (Cercopithecidae).

## Таксономічні примітки
Таксон відокремлено від M. ochreata; хоча деякі автори продовжують визнавати M. brunnescens підвидом або синонімом M. ochreata, останні джерела визнають ці два різні види.

## Морфологічний опис
Macaca brunnescens досягає довжини тіла від 48 до 59 (самці) або 40–46 (самиці) сантиметрів, включаючи короткий хвіст 4–6 (самці) або 3–5 (самиці) сантиметрів. Самці важать від 6 до 9 кг, самиці — від 3 до 5 кг. Волосяний покрив переважно світло-коричнево-сірого кольору. У порівнянні з дуже схожою Macaca ochreata з південно-східного півострова Сулавесі, M. brunnescens значно світліша й, крім того, має коротшу мордочку.

## Середовище проживання
Macaca brunnescens мешкає на островах Бутон і Муна. Бутон і Муна мають тропічний клімат із сухим сезоном у червні-вересні та вологим сезоном у листопаді-квітні з річною кількістю опадів 1500–2000 мм.

## Спосіб життя
Прістон (2005) повідомляє про розмір групи від 20 до 40 осіб (середнє = 32), але інші дослідження показали, що розмір групи відносно невеликий (4,1–11,7 особи, із середнім значенням 7,5; Operation Wallacea 2005, 2006). Спостерігалося, що більші групи макак Бутона розпадаються на менші підгрупи. Дослідження дієти дало таке співвідношення: 66% плодів (включаючи культури), 20% стебел і квітів, 12% листя і 2% безхребетних. Споживані дикі плоди включають різні види Ficus і капок (Ceiba petandra). Найпоширенішою культивованим харчем є батат. Ці макаки проводять майже однакову кількість часу на дереві та на землі. Більшість свого часу (43%) подорожує між місцями годівлі, пошуком їжі та годуванням (21%), потім відпочиває (17%) і доглядає (10,5%).